# Aleuroduplidens croceata
Aleuroduplidens croceata là một loài côn trùng cánh nửa trong họ Aleyrodidae, phân họ Aleyrodinae.
Aleuroduplidens croceata được Maskell miêu tả khoa học đầu tiên năm 1896.